# Elena Aiello
Elena Aiello (10 de abril de 1895 - 19 de junho de 1961) foi uma freira católica romana italiana e fundadora das Irmãs Mínimas da Paixão de Nosso Senhor Jesus Cristo. Aiello juntou-se às Irmãs do Preciosíssimo Sangue, mas foi forçada a sair devido à grave saúde que logo a manteve confinada em sua casa, onde ela começou a ter visões de Jesus Cristo e de Nossa Senhora, bem como de santos como Francisco de Paula.
Sua beatificação foi celebrada em 14 de setembro de 2011.

## Vida
Elena Aiello nasceu em 10 de abril de 1895 durante a Quaresma em Cosenza para Pasquale Aiello (22 de fevereiro de 1861 - 16 de novembro de 1955), um alfaiate, e Tereseina Paglilla (d. 1905) como a terceira de oito filhos, um morreu ao mesmo tempo. Ela recebeu seu batismo do Padre Francesco Benincasa em 15 de abril na igreja de San Domenico como "Elena Emilia Santa Aiello", com sua madrinha sendo Maria Genise. Durante a Procissão das Rogações, sua mãe disse que se tivesse uma filha, ela a daria o nome em homenagem a Helena. Seus avós paternos foram Francesco Antonio Maria Aiello (1833 - fevereiro de 1902) e Teresa Nardi (29 de novembro de 1826 - ???); ela tinha sete tias e tios paternos. Seu irmão mais velho era Emma (n. 1889) e assim seguiram Fernando (n. 1892), Evangelina Isabella Rosina (n. 1896), Elisa Emilia Geltrude (n. 1898) e Ida (n. 1903), além de duas outras.
Aiello fez sua primeira comunhão em 21 de junho de 1904 (o padre Passionista Timóteo presidiu esse evento) depois de um retiro espiritual de preparação para isso e ela e algumas outras meninas obtiveram posteriormente a permissão para usar um cinto penitencial. No caminho para receber o cinto, ela sofreu um acidente que viu dois dentes da frente perdidos, mas ela os colocou no lenço e continuou no caminho para recebê-lo apesar da dor. Outra ocasião a viu inalar água de um copo que tinha na mão enquanto ria e isso causou uma tosse constante por mais de quatorze meses à noite e seu volume de voz diminuiu devido a isso; o tratamento piorou tudo. Aiello implorou que a Madonna a curasse e ela veio a ela em uma visão à noite e garantiu que seria assim. Sua mãe morreu em 1905. Ela recebeu sua Confirmação aos onze anos de Dom Camillo Sorgente e sua patrocinadora foi Donna Agnesina Turano.
Seu desejo de se tornar freira foi paralisado, pois seu pai pediu a ela que demorasse até um momento mais apropriado devido à Primeira Guerra Mundial, que estava ocorrendo na Europa na época; em vez disso, ela se concentrou em ajudar os refugiados e as vítimas afetadas. Em uma ocasião, ela conheceu um maçom chamado Alessandro e não conseguiu persuadi-lo a receber os sacramentos. Ela continuou a persuadi-lo, mas em vez disso ele pegou uma garrafa e atirou nela, que atingiu seu pescoço que sangrou. Aiello estendeu um pano para ele e disse-lhe que sua alma estava em perigo e não sairia da sala até que chamasse um padre para entrar. Alessandro ficou tão comovido que disse a ela que receberia os sacramentos se ela continuasse a cuidar dele; ela fez isso por três meses.
Em 1920 ela se juntou às Irmãs do Preciosíssimo Sangue - (seu pai a encaminhou para aquela ordem específica por uma razão desconhecida), mas mais tarde foi forçada a deixar essa ordem por causa de um ombro necrótico. Aiello teve seu ombro operado sem anestesia enquanto segurava uma pequena cruz de madeira e olhava para uma imagem de Maria, mas o médico inepto cortou os nervos que a causaram travamento e vômito por várias semanas. Aiello não pôde participar da aquisição, pois sua superiora viu sua situação tão ruim que ela não pôde participar, o que a obrigou a partir. O médico disse a seu pai para processar a ordem por causa de suas doenças (seu ombro agora estava gangrenado), mas ela o convenceu a não fazê-lo.  Aiello também foi diagnosticada com câncer de estômago e não conseguia reter nem mesmo comida liquefeita, o que levou seu médico a considerar sua condição incurável. Ela depositou sua fé em Rita de Cássia para uma cura que aconteceu. As condições foram curadas de repente em 1921, e a própria Rita apareceu para Aiello em um sonho uma noite.
Aiello começou a experimentar os estigmas todas as sextas -feiras da Paixão, desde 1923 até não muito antes de sua morte. Na primeira vez que isso aconteceu, o Senhor apareceu em uma vestimenta branca com a coroa de espinhos e colocou-a em sua cabeça fazendo com que muito sangue jorrasse. A empregada, Rosaria, estava prestes a sair de casa quando ouviu um choro e ficou petrificada ao ver Aiello coberta de sangue por acreditar que alguém a havia assassinado. Rosaria correu para buscar os parentes de Aiello que viram o sangue, mas viram que ela ainda estava viva, então contatou o médico e vários padres. O médico tentou estancar o sangramento, mas não conseguiu por três horas.
A freira também começou a ter visões da Mãe Santíssima em 1947; ela fez previsões de eventos futuros seguindo essas visões. Aiello também teve visões de Jesus Cristo, além de santos como Francisco de Paula e Teresa de Lisieux  Em 28 de janeiro de 1928, ela fundou uma nova ordem religiosa que chamou de Irmãs Ministras da Paixão de Nosso Senhor Jesus Cristo. O Papa Pio XII conhecia Aiello e foi quem emitiu a aprovação pontifícia para a ordem em julho de 1949.
Em 22 de abril de 1940, o Senhor disse a ela para entregar uma mensagem a Benito Mussolini para dizer-lhe para não se juntar a Adolf Hitler durante a Segunda Guerra Mundial, pois isso traria tanto uma derrota terrível quanto um castigo divino. O pedido foi ignorado na forma de uma carta que ela havia enviado a ele em 6 de maio de 1940.
Aiello morreu na madrugada às 6h19 de 19 de junho de 1961 em Roma; ela recebeu extrema unção às 2h00 a.m. Seus restos mortais foram enterrados na casa - mãe de sua ordem.

## Beatificação
O processo de beatificação começou em 7 de janeiro de 1982 depois que a Congregação para as Causas dos Santos emitiu o " nihil obstat " oficial para a causa e intitulou Aiello como uma Serva de Deus; o processo cognitivo foi realizado em Cosenza de 15 de abril de 1982 até o seu encerramento em 7 de fevereiro de 1987, ponto após o qual a CCS validou a causa em Roma em 18 de novembro de 1988, recebendo posteriormente o Positio do postulado em 1989 para avaliação. Os teólogos aprovaram a causa em 5 de dezembro de 1989, assim como a CCS em 8 de maio de 1990, enquanto a confirmação de sua virtude heroica permitiu que o Papa João Paulo II a intitulasse Venerável em 22 de janeiro de 1991.
O processo para o milagre de beatificação durou de 4 de outubro a 20 de dezembro de 2005 e recebeu validação da CCS em 24 de fevereiro de 2006, antes de os especialistas médicos aprovarem a cura como um milagre legítimo em 1 de fevereiro de 2007. Os teólogos também aprovaram em 23 de outubro de 2010, assim como a CCS em 18 de janeiro de 2011. O Papa Bento XVI decretou a cura como um milagre em 2 de abril de 2011 e, assim, confirmou sua beatificação; O cardeal Angelo Amato presidiu a celebração em nome do Papa em 14 de setembro de 2011 em Cosenza.
O postulador atual desta causa é o Padre Enzo Gabrieli.